# Oleria sexmaculata
Oleria sexmaculata är en fjärilsart som beskrevs av Richard Haensch 1903. Oleria sexmaculata ingår i släktet Oleria och familjen praktfjärilar. Inga underarter finns listade i Catalogue of Life.

## Bildgalleri

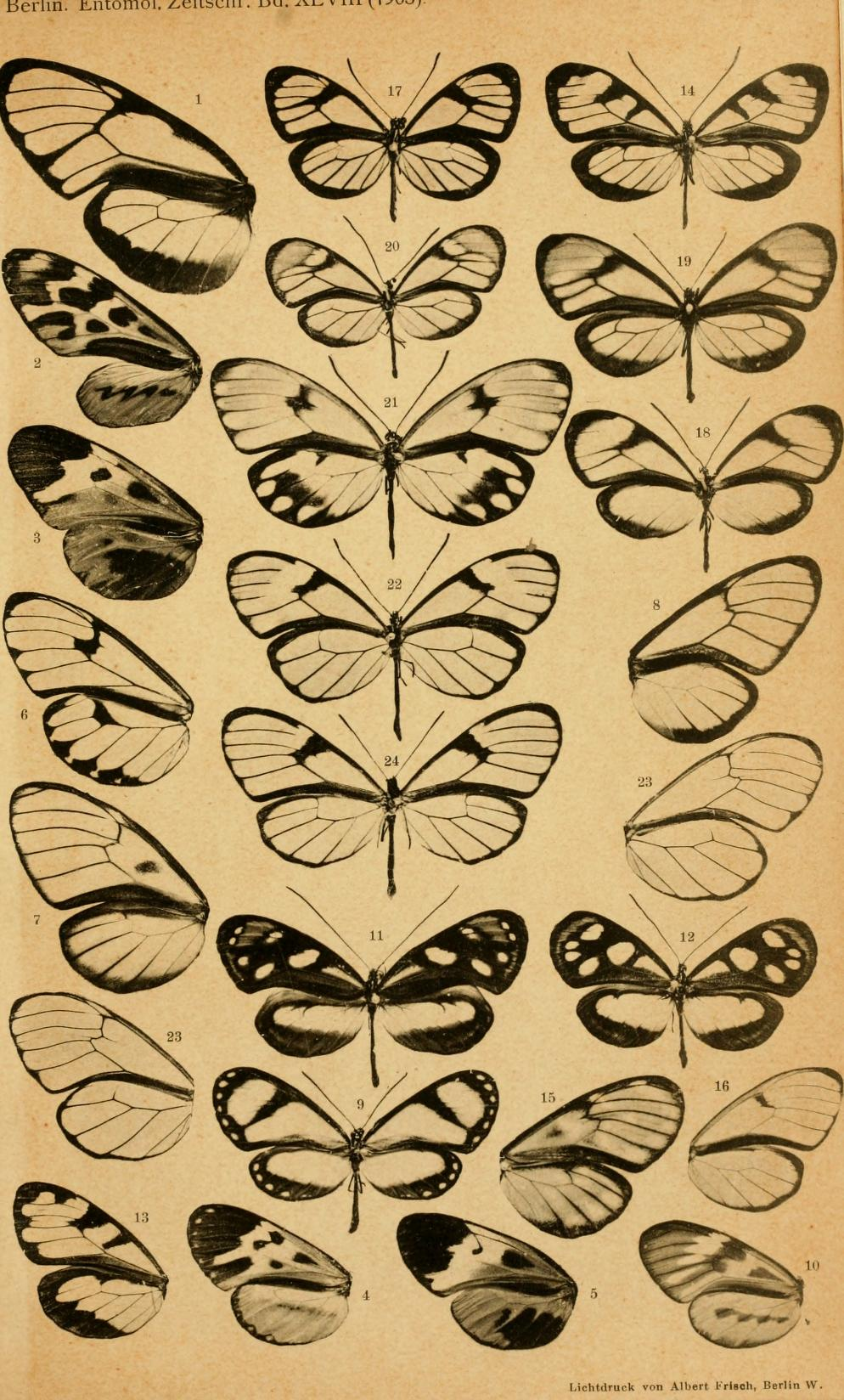